# As-Saïd Bàraka Khan
Al-Màlik as-Saïd Nàssir-ad-Din Abu-l-Maali Muhàmmad Bàraka Khan ibn Bàybars —àrab: الملك السعيد ناصر الدين أبو المعالى محمد بن بركة خان بن بيبرس, al-Malik as-Saʿīd Nāṣir ad-Dīn Abū al-Maʿālī Muḥammad Baraka Ḫān ibn Baybars—, més conegut simplement com a as-Saïd Bàraka Khan o Berke Khan, fou soldà mameluc bahrita o kiptxak del Caire (1277-1279).
El seu pare Baybars I l'havia casat amb la filla de Qalàwun del que volia que fos aliat quan pugés al poder. A la mort del pare l'1 de juliol de 1277 a Damasc, As-Saïd Bàraka Khan fou proclamar sultà quan tenia 19 anys. El naib o virrei del seu pare fou empresonat immediatament i substituït per un patge d'origen mongol i un altre naib va morir en circumstàncies sospitoses. Qalàwun i Baysari foren enviats en campanya contra el Regne Armeni de Cilícia i al Soldanat de Rum amb deu mil soldats cadascun. Era una maniobra per allunyar-los i Bàraka planejava arrestar-los quan tornessin, però un amir de nom Kuvenduk els va alertar. Llavors van retornar disposats a anar contra el sultà. Bàraka que era a Damasc fa fugir cap al Caire i es va refugiar a la ciutadella, on fou assetjat per les forces lleials a Qalàwun. El 18 d'agost de 1279 es va pactar que Bàraka abdicava i podria abandonar la ciutat i es va retirar a la fortalesa d'al-Karak (Kerak) on va morir no gaire temps després. El seu germà al-Àdil Salàmix, de 7 anys, fou proclamat sultà sota la tutela de Qalàwun.